# Sium burchellii
Sium burchellii tiếng Anh thường gọi là Dwarf Jellico là một loài thực vật có hoa thuộc họ Apiaceae.
Đây là loài đặc hữu của hòn đảo Saint Helena.
Môi trường sống tự nhiên của chúng là rừng ẩm vùng đất thấp nhiệt đới hoặc cận nhiệt đới và vùng nhiều đá.
Chúng hiện đang bị đe dọa vì mất môi trường sống.